# Dueñas
Dueñas – gmina w Hiszpanii, w prowincji Palencia, w Kastylii i León, o powierzchni 124,35 km². W 2011 roku gmina liczyła 2802 mieszkańców.